# USS Mason (DDG-87)

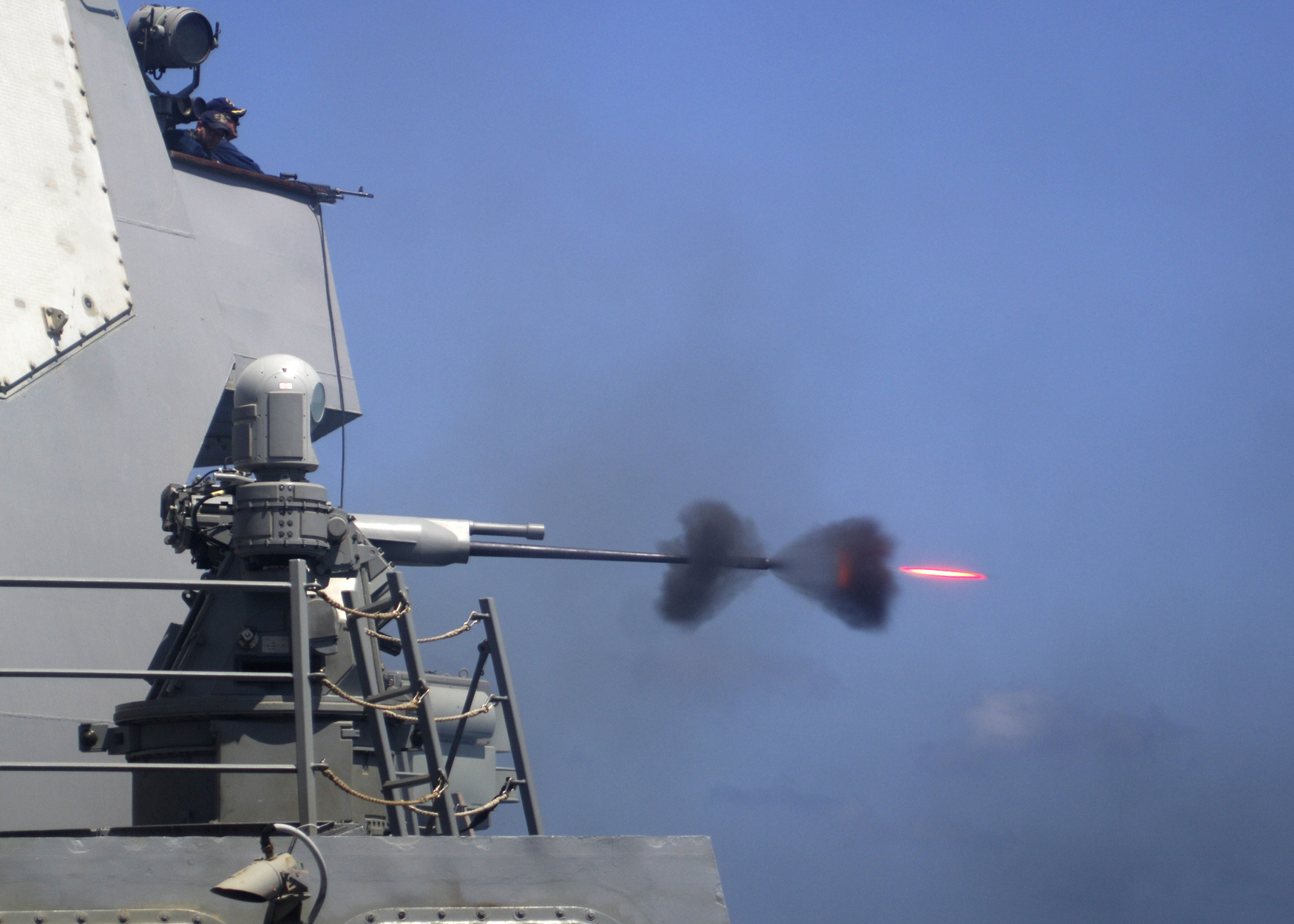
MK-38 25mm em ação no USS Mason

O USS Mason (DDG-87) é um navio de guerra do tipo contratorpedeiro da classe Arleigh Burke. O navio foi comissionado em abril de 2003 em Port Canaveral na cidade de Cape Canaveral. É um navio de guerra ativo da Marinha dos Estados Unidos e tem o porto de Norfolk no estado da Virgínia como base .
O navio como todos de sua classe possui complexos sistemas de mísseis guiados construídos em torno do sistema de combate Aegis e do radar multi-função AN/SPY-1. Ele utiliza poderosos computadores e radares para monitorar e orientar as armas de destruição de alvos inimigos .
Mason é o nome de três navios da Marinha dos Estados Unidos:
Mason é três navios da Marinha dos Estados Unidos:
- USS Mason (DD-191), contratorpedeiro em operação entre 1920-1922 e 1939-1940, afundado pelo U-Boot U-101, em 18 de outubro de 1941 no Atlântico Norte, depois de ter sido transferido para a Marinha Real da Inglaterra com o nome de HMS Broadwater (H-81). O nome do navio é uma homenagem a John Y. Mason (1799-1859) Secretário da Marinha dos Estados Unidos [2].
- USS Mason (DE-529), contratorpedeiro de escolta em comissão entre 1944-1945. O nome do navio é uma homenagem ao piloto Newton Henry Mason (1918-1942), combatente da Segunda Guerra Mundial [7].
- USS Mason (DDG-87), contratorpedeiro de mísseis guiados em operação desde 2003. O navio homenageia John Y. Mason (1799-1859) Secretário da Marinha dos Estados Unidos e o piloto naval Newton Henry Mason (1918-1942), que morreu em combate aéreo durante a Segunda Guerra Mundial na Batalha do Mar de Coral. Também homenagei o seu antecessor USS Mason (DE-529), primeiro navio da Marinha norte-americana com uma tripulação predominantemente afro-americana [2].

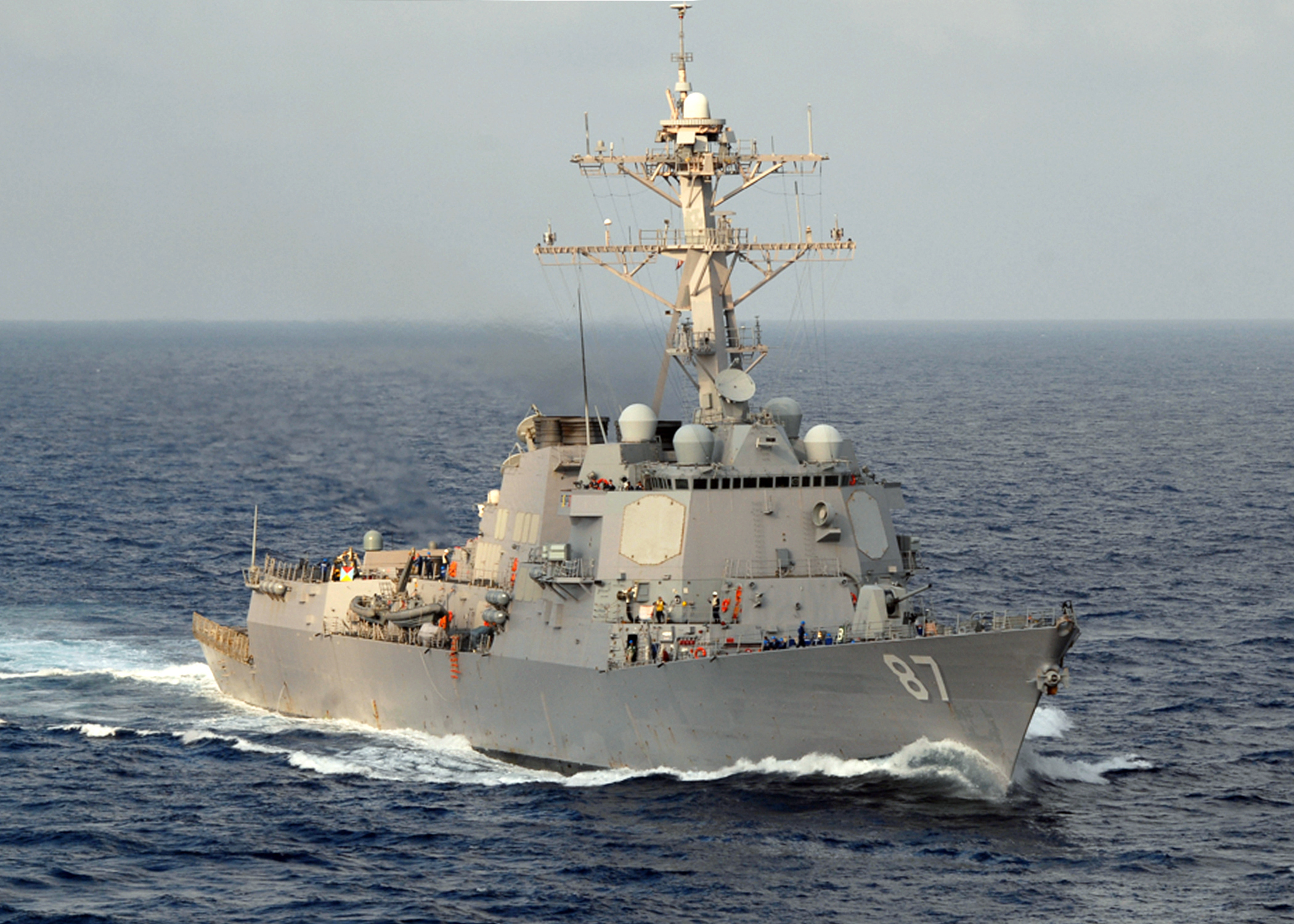
O Mason navegando pelo Oceano Atlântico em 2008.